# 埃格尼格
埃格尼格（法語：Eguenigue，法語發音：[eɡniɡ]）是法国勃艮第-弗朗什-孔泰大区贝尔福地区省的一个市镇，位于该省中北部，属于贝尔福区。

## 地理
埃格尼格（47°40'13"N, 6°56'5"E）面积2.49 平方千米，位于法国勃艮第-弗朗什-孔泰大區贝尔福地区省，该省份为法国东北部内陆省份，东临上莱茵省，北起孚日省，西接上索恩省，南与杜省和瑞士接壤。
与埃格尼格接壤的市镇（或旧市镇、城区）包括：昂茹泰、默农库尔、法方、罗普。

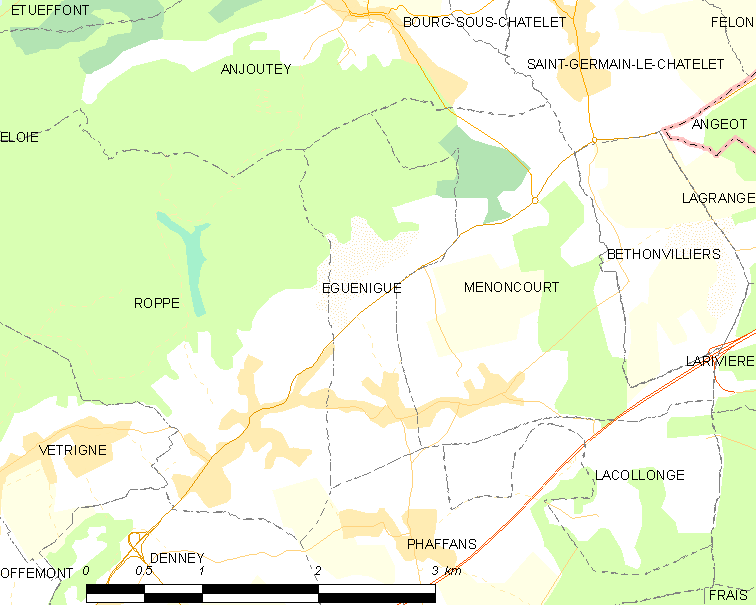
埃格尼格的OSM定位图

埃格尼格的时区为UTC+01:00、UTC+02:00（夏令时）。

## 行政
埃格尼格的邮政编码为90150，INSEE市镇编码为90036。

## 政治
埃格尼格所属的省级选区为格朗维拉尔县。

## 人口

1962-2008年间埃格尼格人口变化图示

埃格尼格于2022年1月1日时的人口数量为270人。